# 敬奉

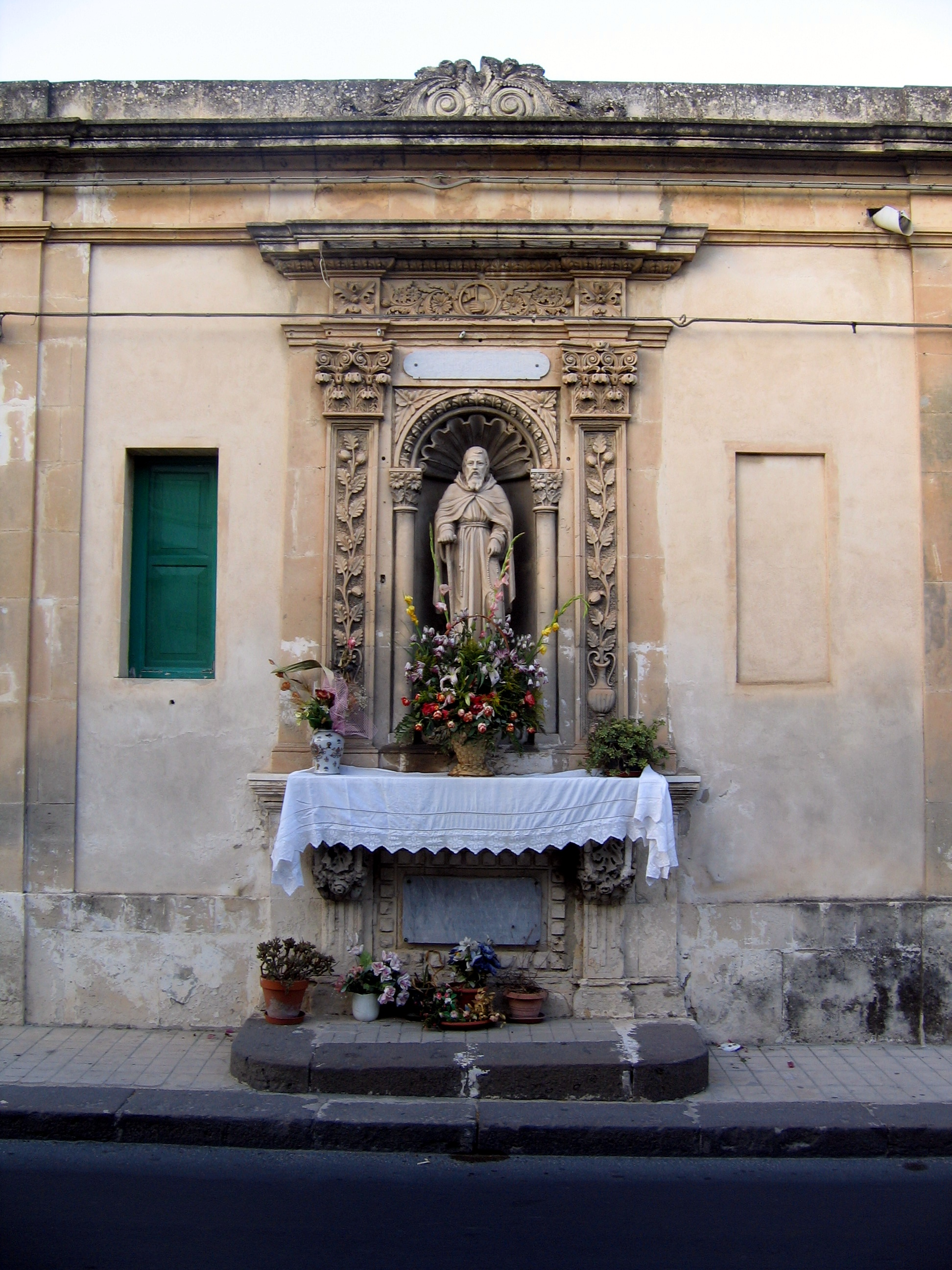
在诺托对皮亚琴察的柯瑞的敬奉

“敬奉”（dulia）或veneration of saints，亦譯“奉敬”、“敬礼”、“恭敬”等，在基督教中，是一个纪念圣人的特别活动，后者在该宗教传统中被确认为非凡者。该活动常在东正教会、天主教会舉行，新教的聖公宗偶有举行。敬奉经常在表面上显示为在圣人的圣像画、圣髑或雕像前恭敬地鞠躬或画十字聖號。上述各项物品也可能被亲吻。
華人社會把向神佛頂禮祭祀之事亦稱為敬奉。

## 天主教、東正教、圣公宗
在天主教、東正教、及盎格鲁天主教神学中，敬奉是不同于仅属于上帝的膜拜的一种尊敬。根据来自斯丢本维尔方济各会大学的执事马克·米拉维里博士（Dr. Mark Miravelle）的研究，英文单词"worship"与veneration和adoration都相关。
教会神学家们长期使用拉丁文名词latria以指仅归上帝的崇拜类型，而用dulia指对圣人和圣像画的敬奉（veneration）。天主教神学也将专指天主教传统中对圣母玛利亚的敬礼类型的名词hyperdulia包括在敬奉中。此区别在第七届大公会议（787年）的教义结论中便被阐明，该大公会议也颁布教令称圣像破坏主义（禁止圣像和其敬奉）是异端，等于否定了耶稣的道成肉身。
如今，天主教會传统通过专攻圣母玛利亚学的宗座学校如宗座玛利亚神学学院，经由圣母玛利亚学领域很好地建立了关于敬奉童贞玛利亚的哲学。.
在希伯来语中，尊敬一个人如国王或先知的词汇是שׁחה，这与崇拜上帝的词是一个词。此种崇拜或对人的尊敬的例子可见於《列王紀上》，其中先知納堂对達味王鞠躬 (שָׁחָה)：

他们告诉国王说：“看哪，先知内森。”他进来，到了国王面前，向国王“俯伏”在地上。

该词亦可见于《创世记》23:7、27:29、33:3，《列王纪下》2:15，《撒母耳记上》25:41以指通过向其鞠躬或拜倒以表示的对人的尊敬。
对一位天使——在拉比的评注中被确定为总领天使弥额尔——的敬奉可见于《约书亚记》5:14: 

他说：“不，但我现在是主的队长。约书亚俯伏在地上敬拜，对他说：“我主对他的仆人说什么？”（21st Century KJV）

## 其他宗教传统
在基督新教中，如同其他一神教如伊斯兰教和犹太教一样，敬奉有时被视为等于偶像崇拜的异端，而与列圣有关的活动等于神化的异端。新教神學通常否認敬奉（veneration）和崇拜之間可以有任何實在的區別，並且宣稱敬奉活動將基督徒的靈魂从真正的对象——对上帝的崇拜处分散開。在其基督教要义，约翰·加尔文写道：“发明了‘dulia’和‘latria’的区别，其目的是为了向天使和有明显不受惩罚的死者赋予神圣的荣誉。”与此类似，伊斯兰教也谴责任何对圣像画的敬奉。印度教尊敬圣像画和穆谛，经常被视为偶像崇拜，可能也被看作是敬奉的一种。
在绿色基督教（或创世中心神学Creation-centered theology）的传统中，动物、植物和自然的其他部分仅仅通过好好照看它们便可以称为被“敬奉”的，这因此向创造它们的上帝显示了尊敬和尊重。创世，被视为创世者的圣像画，是敬奉的一个有效的对象。
从文字学上说，venerate是从拉丁文动词venerare而来，后者的意思是带着敬畏和尊重看待。该词和名字维纳斯（Venus）具有同一个词根，后者是古罗马众神中的爱神。

### 引用
1. ↑  Mark Miravalle, S.T.D, What is Devotion to Mary? 的存檔，存档日期2009-03-29.
2. ↑  Mariology Society of America http://mariologicalsocietyofamerica.us （页面存档备份，存于）
3. ↑  Centers of Marian Study .   [2008-02-28]. （原始内容存档于2007-12-02）.
4. ↑  Publisher’s Notice in the Second Italian Edition (1986), reprinted in English Edition, Gabriel Roschini, O.S.M. (1989). The Virgin Mary in the Writings of Maria Valtorta (English Edition). Kolbe's Publication Inc. ISBN 2-920285-08-4
5. ↑  שָׁחָה (shâchâh)-- A primitive root; to depress, that is, prostrate (especially reflexively in homage to royalty or God): - bow (self) down, crouch, fall down (flat), humbly beseech, do (make) obeisance, do reverence, make to stoop, worship.Hebrew Lexicon on Shachah （页面存档备份，存于）
6. ↑  Now, this was Michael, as it is said: “Michael your prince.”Rashi's commentary on Joshua 5:15 （页面存档备份，存于）